# Gorysz pagórkowy
Gorysz pagórkowy, g. pagórkowaty (Peucedanum oreoselinum (L.) Moench) – gatunek byliny z rodziny selerowatych. Występuje w Europie od Półwyspu Iberyjskiego po zachodnią Rosję z wyłączeniem północnej i południowej części kontynentu. W Polsce jest rozpowszechniony na niżu i rzadki w niższych położeniach górskich, brak go w Karpatach. 

## Morfologia

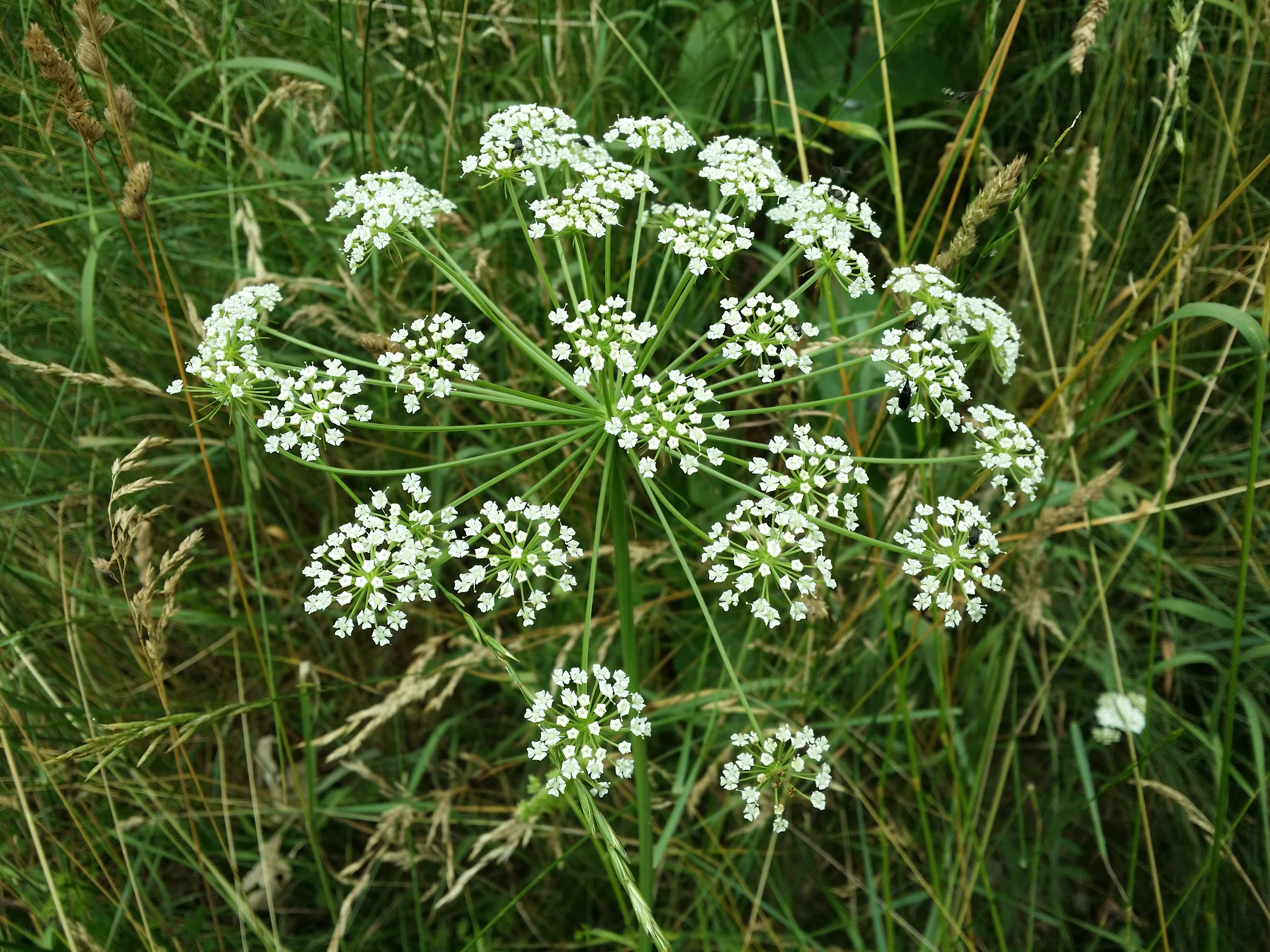
Kwiatostan

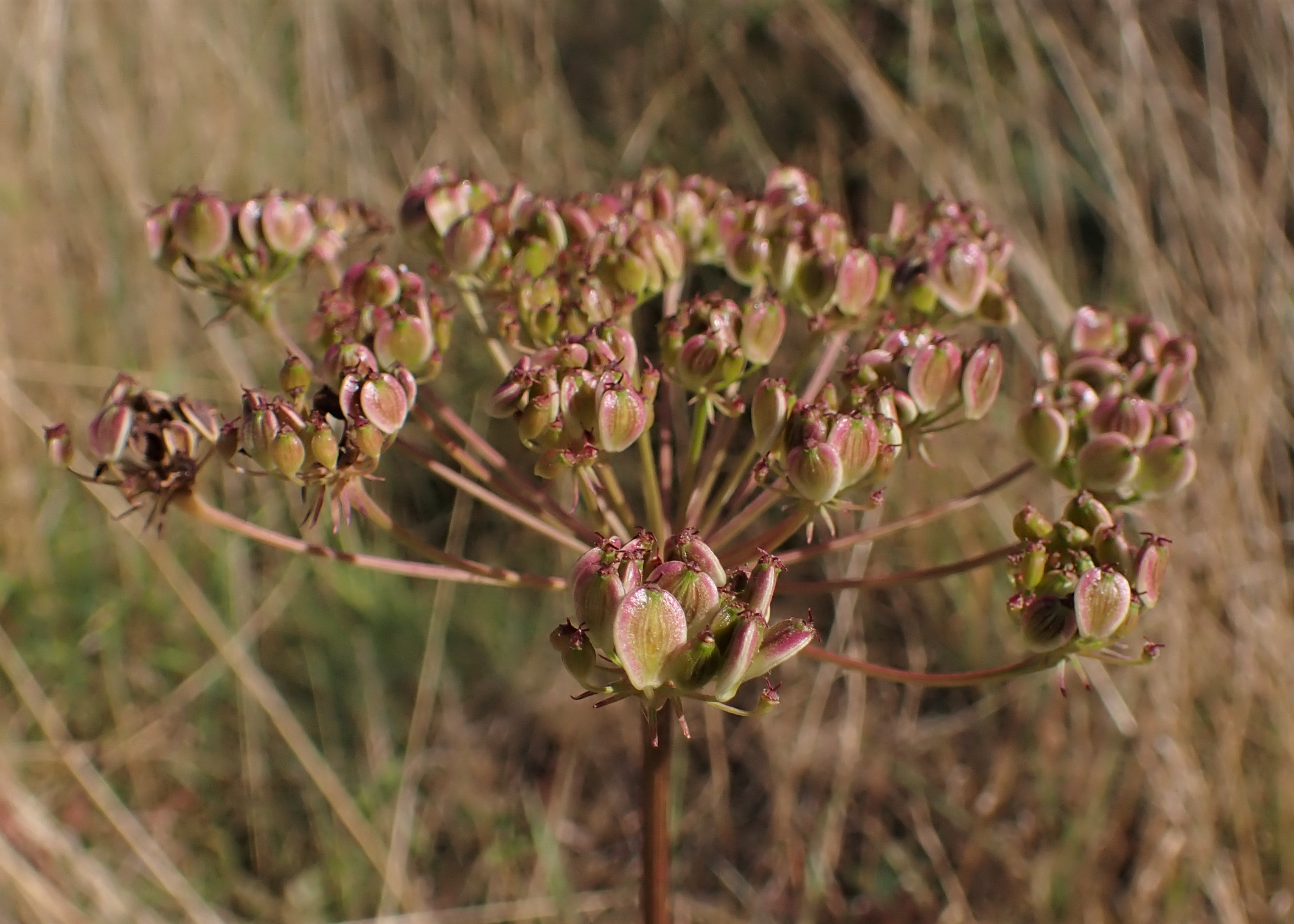
Owoce

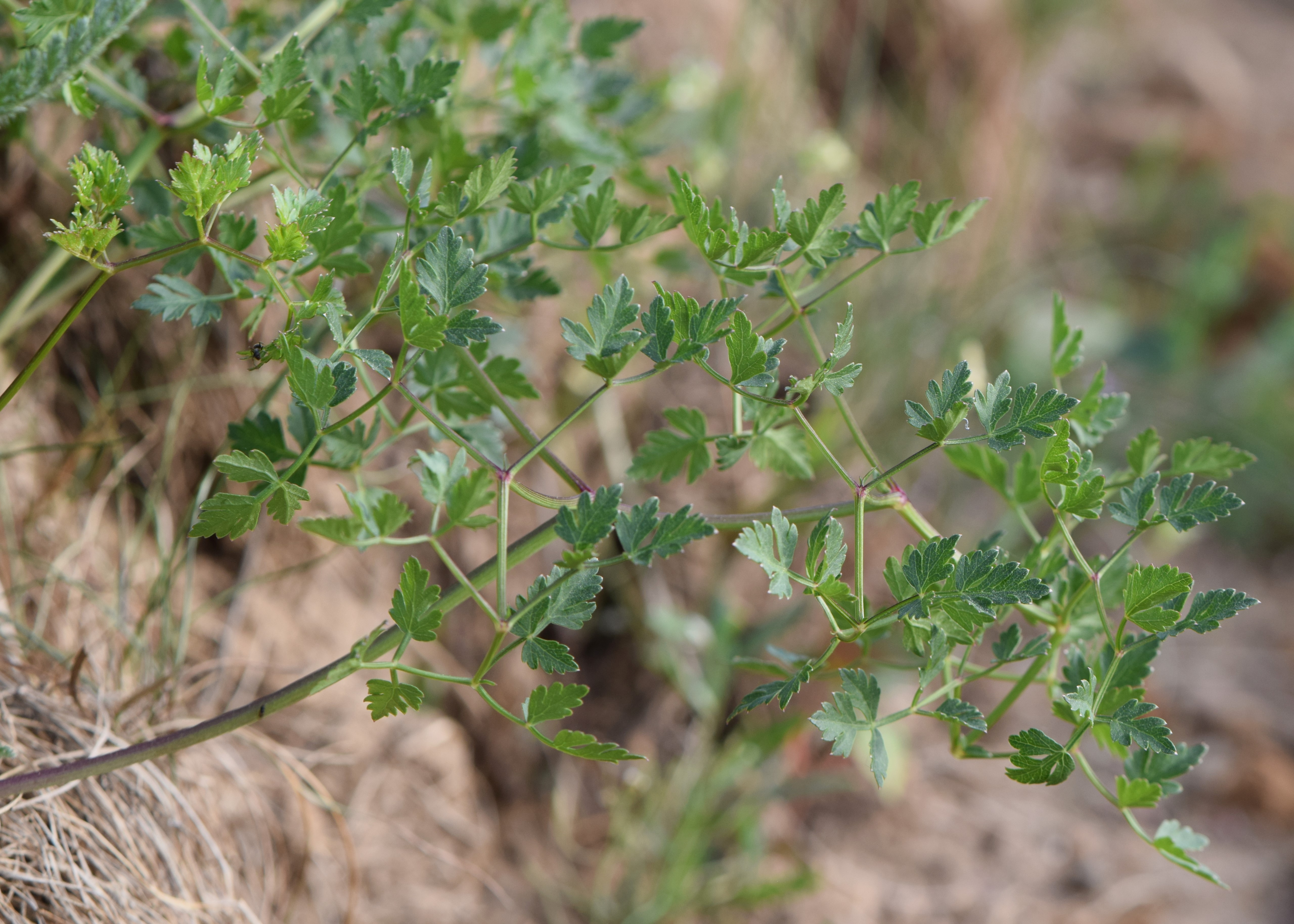
Liść

PokrójRoślina zielna o żywozielonym pędzie nadziemnym (czasem łodyga w dole bywa czerwono nabiegła) wyrastającym z walcowatego lub wrzecionowatego, zwykle rozgałęzionego kłącza.
ŁodygaWysokości 20–100 cm, obła, pełna, naga, czasem w dolnej części słabo owłosiona, podłużnie kreskowana, w górze bruzdowana i w tej części rozgałęziająca się.
LiścieOdziomkowe długoogonkowe, o blaszce podwójnie lub potrójnie pierzasto złożonej, z odcinkami 1 i 2 rzędu na kolankowato zgiętych ogonkach (stąd blaszka nie jest ułożona w jednej płaszczyźnie); odcinki ostatniego rzędu są pierzasto wrębne o łatkach odwrotnie jajowatych lub lancetowatych, łatki na brzegach szorstkie, na szczycie z ostrzem.
KwiatySkupione w baldaszki, które zebrane po 10–25 tworzą baldachy złożone. Szypułki są owłosione. Pokrywy i pokrywki są liczne, lancetowate do szczeciniastych; wąsko, błoniasto obrzeżone. Ząbki kielicha są jajowate, stępione na szczycie, wyraźnie widoczne. Płatki korony są białe, okrągłe lub tępo czworoboczne, na szczycie wycięte i tu z łatką zagiętą do środka kwiatu.
OwoceSzeroko eliptyczne lub szeroko jajowate rozłupki o długości do 8 mm i szerokości do 7 mm. Brzeżne żebra są szeroko oskrzydlone, podczas gdy trzy żebra grzbietowe są nitkowate.

## Biologia i ekologia
Bylina, hemikryptofit. W Polsce kwitnie pomiędzy czerwcem a sierpniem, czasem jeszcze we wrześniu. 
Siedlisko: Występuje w miejscach suchych, słonecznych – na murawach, skrajach lasów, w zaroślach oraz w widnych borach i dąbrowach. W klasyfikacji zbiorowisk roślinnych gatunek charakterystyczny dla Ass. Geranio-Anemonetum sylvestris oraz wyróżniający dla: All. Potentillo albae-Quercion petraeae; Ass. Peucedano-Pinetum; All. Calluno-Arctostaphylion. 
Liczba chromosomów 2n = 22. Roślina trująca.